# Federação Anarquista Ibérica
A Federação Anarquista Ibérica (em Espanhol: Federación Anarquista Ibérica, FAI) é uma organização espanhola e portuguesa de militantes anarquistas (anarco-sindicalistas e anarco-comunistas) que atuam em grupos de afinidades dentro do sindicato anarco-sindicalista da Confederación Nacional del Trabajo (CNT). Muitas vezes, é abreviada como CNT-FAI devido à estreita relação entre as duas organizações. A FAI publica o periódico Tierra y Libertad.
A parte Ibérica de seu nome faz alusão ao propósito de unificar anarquistas Espanhóis e Portugueses em uma organização Pan-Ibérica. As reuniões da FAI contaram com a participação de membros da União Anarquista Portuguesa e da Confederação Geral do Trabalho (incluindo o Congresso de Saragoça da CNT em 1936). Ela ainda está em funcionamento e alinha-se com as Federações Anarquistas Internacionais (IAF-IFA).

## História
Foi fundada em Valência em 1927 (após uma reunião preliminar no ano anterior em Marselha, França), para fazer campanha para manter a CNT num caminho anarquista desafiando a burocracia da CNT - que ela via como tendo crescido para se tornar um elo mediador entre trabalho e o capital, em vez de um representante da classe trabalhadora. Esta questão estava se tornando especialmente tensa, quando o regime ditatorial de Miguel Primo de Rivera assumiu a Espanha, e projetou uma repressão aos movimentos trabalhistas.
A hegemonia desproporcional que a FAI ganhou sobre a política da CNT no início da década de 1930 levou ao confronto com os membros sindicalistas revolucionários menos radicais. A partir de 1931, nos primeiros anos da Segunda República Espanhola, oficiais do poder possibilista (o pró-republicano 'Treinta' e os seus seguidores) foram sistematicamente forçados a sair ou expulsos, levando à criação de sindicatos de oposição antiFAI dentro da CNT. em Março de 1933. Os sindicalistas mais moderados, sob o comando de Ángel Pestaña, acabaram sendo expulsos, formando o Partido Sindicalista em Abril de 1934, e deixando a liderança da CNT sob controle firme da FAI na época da Guerra Civil Espanhola. Os membros da FAI estiveram na vanguarda da luta contra as forças de Francisco Franco durante a Guerra Civil, principalmente no Exército Oriental (Ejército del Este).
Desde a morte de Franco e a transição da Espanha para a democracia representativa, a FAI continuou a funcionar. Embora a organização compartilhe membros com a CNT, a afiliação da FAI é secreta.

### Filme
- Vivir la utopía de Juan Gamero, Arte-TVE, Catalunha 1997. Breve resumo e link para ver o filme: